# PSR B1828-10
PSR B1828-10是一個距離地球約11812光年的脈衝星，位於盾牌座。有的科學家懷疑它是夸克星。1992年起就有科學家宣稱該脈衝星旁有三顆系外行星，但至今仍存疑中，尚未確認。如果被確認，有可能是首次發現「夸克星行星」 。

## 行星系統
1992年起有科學家認為該脈衝星旁有三顆行星，但至今仍為被確認。
| A (未确认) | 3 M⊕  | 0.93 | 384.3649   | 0 |
| B (未确认) | 12 M⊕ | 1.32 | 493.077375 | ? |
| C (未确认) | 8 M⊕  | ?    | ?          | ? |

2007年 Liu 等人提出另一個模型，指出有一個極低質量的行星天體環繞該脈衝星，但所有軌道根數都不明。這個假設天體的半徑大約是地球半徑的0.0157倍。而這個天體如果確認的話可能是矮行星；但因為母恆星可能是夸克星，這顆行星的組成可能和一般行星不同。
| b (未确认) | ≥0.0019 M⊕ | ? | ? | ? |

## 外部連結
- http://exoplanet.eu/star.php?st=PSR+B1828-11（页面存档备份，存于）
- Liu;  et al. . Centre de Données astronomiques de Strasbourg (CDS).   [2008-07-03].[永久]